# إمارة البطيحة
البطيحة كانت وحدة جغرافية وسياسية في العراق في القرنين العاشر والحادي عشر. وكانت تُعرف أيضًا باسم المستنقع العظيم.

## الوصف الجغرافي
كانت البطيحة منطقة يصب فيها في ذلك الوقت كل من نهري دجلة والفرات. بالمعنى الأوسع، كانت تغطي مساحة تبلغ حوالي خمسين ميلًا عرضًا وما يقرب من مائتي ميل في الطول، وتقع بين واسط والبصرة.
كانت البطيحة عبارة عن أرض مستنقعية. كانت تتكون من العديد من القصب، والتي كانت في مناطق معينة تفسح المجال لبحيرات شاطئة مفتوحة. جعل القصب المستنقع صعبًا للغاية على الأعداء للسفر عبره؛ فقط القوارب الصغيرة التي كانت مدفوعة بالأعمدة كانت قادرة على التنقل في المنطقة. وبفضل هذا، أصبحت البطيحة محصنة ضد الهجوم تقريبًا، وتمكن سكانها من الحفاظ على استقلالهم لأكثر من قرن من الزمان.

## تاريخ المستنقع العظيم

### عمران بن شاهين
أسس إمارة البطيحة مجرم يُدعى عمران بن شاهين. استغلّ تراجع سلطة الخلافة العباسية لإقامة دولة في الأهوار. وسّع نفوذه بثبات من خلال استقطاب مجرمين آخرين وصيادين محليين إلى صفه. منذ عام 945 فصاعدًا، استقر البويهيون في بغداد، وحاولوا بعد ذلك الاستيلاء على البطيحة. قاوم عمران البويهيين بنجاح لعدة عقود، وكان شوكة في خاصرة الدولة البويهية. كان هو وخلفاؤه يُطلق عليهم أمراء، واعترف بهم البويهيون باعتبارهم الحكام الشرعيين للبطيحة.

### خلفاء عمران
توفي عمران في صيف عام 979، وخلفه ابنه الحسن. قرر الأمير البويهي عضد الدولة استغلال هذه الفرصة لإخضاع البطيحة. وكان الجيش بقيادة وزير الأمير، مُطهر . حاول سد مجاري المياه، وإنشاء طريق مرتفع للسماح لقواته بالاقتراب من قلعة الحسن سيرًا على الأقدام. وقد كلفت الحملة مبالغ كبيرة من المال، ونجحت فعليًا في إيقاف أي سفن تجارية من السفر عبر نهر دجلة. وتمكن حسن، مثل والده، من إيقاف مُطهر من خلال خرق السدود. حاول الوزير جره إلى معركة مفتوحة، لكنه لم ينجح. وقد أدى فشله في الحملة، وكذلك خوفه من غضب عضد الدولة، في النهاية إلى انتحار مُطهر. "فأمر عضد الدولة بوقف القتال، وكل ما حصل عليه هو مبلغ من المال من الحسن."
وبعد ذلك بفترة وجيزة، خلفه محمد شقيق الحسن. في عام 983 أو 984، قُتل محمد، مما أدى إلى نهاية سلطة عائلة عمران. ثم تولى المسؤول عن قتله، الحاجب مظفر بن علي، السلطة. توفي عام 986 وخلفه ابن أخته أبو الحسن علي بن نصر. خلال هذه الفترة، حافظ حكام البطيحة على علاقات جيدة مع البويهيين؛ ولم يقم عضد الدولة أو خليفته صمصام الدولة (983) بشن أي حملات أخرى ضد المستنقع.

### مهذب الدولة
حافظ أبو الحسن على علاقات جيدة مع البويهيين. وفي عهده، أصبحت البطيحة مرة أخرى ملجأ للمجرمين واللاجئين السياسيين، ومن بينهم الخليفة القادر (حكم من عام 991 إلى عام 1031). استولى شرف الدولة، على العراق من صمصام الدولة عام 987، ومنح أبو الحسن لقب مُهذب الدولة .
أدى موت شرف الدولة في عام 988 أو 989 إلى إدخال الدولة البويهية في حالة من الفوضى. الأمير البويهي الجديد بهاء الدولة، في صراعه مع صمصام الدولة، اقترض من مهذب الدولة عدة مرات، كما رتب لتحالف بين الطرفين عن طريق الزواج. وفي مرحلة ما، أعطى حاكم البطيحة السيطرة على واسط السفلى، مقابل جزية سنوية قدرها 1.3 مليون درهم. ونتيجة للقتال، لجأ أحد أبناء أبو نصر بن بختيار بن معز الدولة، إلى البطيحة.
في عام 1003 أو 1004، أرسل مهذب الدولة مُرتزقًا يُدعى أبو العباس بن واصل لانتزاع البصرة من لشكرستان، والذي رفض بعد الاستيلاء على المدينة الاعتراف ببهاء الدولة كحاكم وحيد له. وأتم أبو العباس مهمته بنجاح، ثم عاد فغزا البطيحة. اضطر مهذب الدولة إلى الفرار إلى بغداد، ولم يتمكن من العودة إلى المستنقع (في عام 1006 أو 1007) إلا بعد أن أرسل بهاء الدولة عدة بعثات لدعمه.
توفي بهاء الدولة سنة 1012م وخلفه سلطان الدولة. وفي حوالي عام 1017، دخل الحاكم البويهي لكرمان، أبو الفوارس ، في صراع مع السلطان وطلب المساعدة من مهذب الدولة. وفي نفس الوقت تقريبًا (1017 أو 1018) توفي مهذب الدولة.

### نهاية إمارة البطيحة
وخلف مهذب الدولة الشرعبي. وبعد فترة وجيزة، طالب المجلس العسكري الذي كان يسيطر فعليًا على حكومة سلطان الدولة من الشرعبي بتسليم ابن سهلان، الحاكم البويهي السابق للعراق الذي فر إلى البطيحة. رفض الشرعبي، آخذاً في الاعتبار تقاليد البطيحة في عدم تسليم الهاربين، الأمر الذي دفع المجلس العسكري إلى إقناع السلطان الدولة بإرسال بعثة إلى المستنقع. قُبض على الشرابي، وغُزيَن البطيحة في النهاية على يد البويهيين، مما أدى إلى نهاية الدولة.